# Хеки (Хорватія)
Хеки (хорв. Heki) — населений пункт у Хорватії, в Істрійській жупанії у складі міста Пазин.

## Населення
Населення за даними перепису 2011 року становило 469 осіб.
Динаміка чисельності населення поселення:

## Клімат
Середня річна температура становить 11,89 °C, середня максимальна – 25,71 °C, а середня мінімальна – -2,59 °C. Середня річна кількість опадів – 1042 мм.
| Клімат поселення                              | Клімат поселення | Клімат поселення | Клімат поселення | Клімат поселення | Клімат поселення | Клімат поселення | Клімат поселення | Клімат поселення | Клімат поселення | Клімат поселення | Клімат поселення | Клімат поселення | Клімат поселення |
| Показник                                      | Січ.             | Лют.             | Бер.             | Квіт.            | Трав.            | Черв.            | Лип.             | Серп.            | Вер.             | Жовт.            | Лист.            | Груд.            |                  |
| Середній максимум, °C                         | 9,13             | 9,85             | 12,57            | 16,50            | 21,16            | 25,10            | 25,71            | 25,15            | 20,55            | 16,18            | 11,24            | 8,35             |                  |
| Середня температура, °C                       | 3,27             | 4,00             | 6,73             | 10,64            | 15,30            | 19,25            | 21,77            | 21,21            | 16,61            | 12,24            | 7,31             | 4,41             |                  |
| Середній мінімум, °C                          | −2,59            | −1,86            | 0,86             | 4,79             | 9,44             | 13,39            | 17,82            | 17,26            | 12,66            | 8,30             | 3,36             | 0,46             |                  |
| Норма опадів, мм                              | 75               | 62               | 76               | 87               | 75               | 90               | 65               | 91               | 91               | 113              | 122              | 95               |                  |
| Середньомісячна швидкість вітру, м/с          | 1.86             | 2.15             | 2.36             | 2.38             | 2.14             | 2.04             | 2.00             | 1.93             | 1.91             | 2.04             | 2.10             | 2.03             |                  |
| Середньомісячна сонячна радіація, кДж/м²·день | 4523             | 7446             | 10679            | 14982            | 19273            | 20772            | 21865            | 18770            | 14029            | 9025             | 4952             | 3796             |                  |
| --------------------------------------------- | ---------------- | ---------------- | ---------------- | ---------------- | ---------------- | ---------------- | ---------------- | ---------------- | ---------------- | ---------------- | ---------------- | ---------------- | ---------------- |
| Джерело:                                      |                  |                  |                  |                  |                  |                  |                  |                  |                  |                  |                  |                  |                  |